# 圣雷米昂博斯
圣雷米昂博斯（法語：Saint-Rhémy-en-Bosses，法語發音：[sɛ̃ ʁemi ɑ̃ bɔs]）是意大利瓦莱达奥斯塔大区的一个市镇。总面积65平方公里，人口334人，人口密度5.1人/平方公里（2022年12月31日）。ISTAT代码为007064。